# Josip Zabavnik
Josip Zabavnik, slovenski enolog in vinogradniški strokovnjak, * 5. marec 1874, Vodranci, † 31. oktober 1948, Jeruzalem, Ljutomer.

## Življenje in delo
Ljudsko šolo je obiskoval na Kogu (1880–1888), kmetijsko šolo v Grottenhofu pri Gradcu (1890–1892) in enološko-pomološki zavod v Klosterneuburgu (1896–1898). V letih 1893–1894 je opravil prakso na veleposestvih v Zajezdi in Konščini (Hrvaško Zagorje), nato je odslužil vojaščino v Pulju (1894-1896). V letih 1898–1900 je bil referent deželne vlade v Gradcu, dve leti potujoči učitelj v Dalmaciji (okoliš Makarska — Metković), kjer je vodil obnovo vinogradov. Nato je bil pri štajerskem namestništvu vinarski asistent in 1908 vinarski adjunkt, od 1909 pa vinarski inšpektor za Primorje v Trstu. Po koncu 1. svetovne vojne je prišel v Ljubljano, kjer ga je Narodna vlada 1919 imenovala za vodjo vinarskega odseka pri kmetijskem oddelku v Ljubljani, in istega leta za kletarskega nadzornika za bivšo Štajersko s sedežem v Mariboru. Leta 1924 ga je kmetijsko ministrstvo dodelilo z enako nalogo velikemu županstvu Maribor, 1926 je bil imenovan za oblastnega referenta za vinogradništvo v Mariboru. Ko je 1928 prešla kmetijska služba na oblastno samoupravo, je bil predčasno upokojen. Do smrti je živel in eksperimentiral v svojem vinogradu v Jeruzalemu.
Med obnavljanjem vinogradov, uničenih od trtne uši je uvajal nove podlage vinske trte, organiziral deželne trsnice (Makarska, Kanfanar, Žminj, Sredipolje, Šmarje pri Jelšah) in zasnoval več poskusnih nasadov. Objavil je več sto strokovnih in poljudnih člankov v raznih listih (Naša sloga, Primorski gospodar, Kmetovalec, Naše gorice).